# PSR J0952-0607
PSR J0952-0607 est un pulsar binaire découvert en 2017 à l'observatoire de Jodrell Bank. Il est situé dans la constellation du Sextant, à une distance d'environ 20 000 al. La fréquence de sa rotation (707 Hz) est la plus grande connue pour les pulsars du disque de la Voie lactée, et sa masse (2,35 ± 0,17 M☉) en fait l'étoile à neutrons la plus massive connue.
Le compagnon de PSR J0952-0607 a une masse d'environ 20 MJ, sa période de révolution est de 6,4 h et il est en résonance spin-orbite 1:1. Sa face tournée vers le pulsar est à des températures atteignant 6 200 K.
Les chercheurs de l'université Stanford estiment que l'étoile à neutrons avait initialement une masse « normale » mais que cette « veuve noire » a déjà accrété près d'une masse solaire de matière de son compagnon.